# Coronel Dorrego partido
Coronel Dorrego  egy partido (körzet) Argentínában a Buenos Aires tartományban. A fővárosa Coronel Dorrego.

## Települések
Városok
| - Coronel Dorrego - Oriente - El Perdido - Aparicio | - San Román - Balneario Marisol - Irene - Faro |  | - Napaleofú - Ramos Otero |